# Helmintosporioza owsa
Helmintosporioza owsa (ang. leaf spot of oat, leaf stripe of oat, seedling blight of oat) – wywołana przez Pyrenophora chaetomioides grzybowa choroba owsa (Avena sativa).

## Objawy
Polska nazwa choroby pochodzi od dawniej używanej naukowej nazwy wywołującego ją patogenu Helminthosporium avenae (obecnie to synonim Pyrenophora chaetomioides). Choroba znana jest od dawna, a po raz pierwszy opisano ją w 1889 r. Jest szeroko rozprzestrzeniona w świecie, a w krajach, w których we wczesnych etapach rozwoju przez długi czas panuje chłodna i wilgotna pogoda (np. w Irlandii), powoduje straty plonu dochodzące do 40%.
Są dwie formy choroby. Pierwsza, najcięższa, ma miejsce na siewkach, które wyrosły z zainfekowanych nasion. Mogą one obumrzeć jeszcze przed wydostaniem się z ziemi, lub wkrótce po wykiełkowaniu. Objawami są pojawiające się na młodych listkach żółte, potem brązowe plamy, potem wraz ze wzrostem listków wydłużające się i przechodzące w pasy. Porażone listki często zwijają się lub ulegają innym zniekształceniom. Ta forma choroby kończy się obumarciem roślin najpóźniej w fazie krzewienia. Druga forma choroby występuje na roślinach zainfekowanych później. Na ich blaszkach liściowych i pochwach liściowych tworzą się ciemnoczerwone plamy, często z żółtą otoczką.

## Epidemiologia
Jednym ze źródeł infekcji pierwotnej są zainfekowane grzybnią patogenu nasiona. Znajduje się ona w ich okrywie i w plewkach. Podczas kiełkowania nasion grzybnia wrasta do koleoptylu i pierwszych liści. Dalszy rozwój choroby w dużym stopniu zależy od temperatury gleby w czasie kiełkowania nasion.
Patogenowi sprzyjają niskie temperatury (poniżej 6–8 °C). Przy wyższych temperaturach grzybnia nie rozwija się, nawet jeśli nasiona były silnie porażone. W miejscach porażonych (plamy), na dolnej stronie liści, przy wilgotnej pogodzie, powstają pierwsze zarodniki konidialne. Rozprzestrzeniane przez wiatr na niewielkie odległości infekują wyższe liście. Na zainfekowanych liściach tworzy się drugi rzut zarodników, które infekują nasiona. Długotrwałe okresy ciepłej i suchej pogody hamują rozwój choroby.
Drugim źródłem infekcji są resztki pożniwne. Na których patogen również może zarodnikować.

## Ochrona
Chorobę zwalcza się tak samo jak pasiastość liści jęczmienia i plamistość siatkową jęczmienia. Do siewu należy stosować kwalifikowane i zaprawione ziarno. Zaprawianie ziarna nie tylko chroni je przed infekcją, ale chroni także przed infekcją wyrosłe z niego rośliny jęczmienia do początku fazy strzelania w źdźbło. Głęboka orka jesienna niszczy źródła infekcji znajdujące się w resztkach pożniwnych. Uprawa odmian odpornych zmniejsza możliwość ich porażenia z innych źródeł. Wskazane jest także jednokrotne opryskiwanie roślin w okresie kłoszenia fungicydami strobilurynowymi (np. azoksystrobina, pikokystrobina), triazolowymi (np. triadimenol, flusilazol), benzimidazolowymi (np. karbendazym). W razie potrzeby opryskiwanie można powtórzyć, stosując fungicyd z innej grupy.